# Jasmine Bailey
Jasmine Marie Bailey (St. Louis, 14 febbraio 1990) è una cestista statunitense.

## Carriera
Ha giocato per cinque stagioni a San Martino di Lupari.